# Herb powiatu łowickiego
Herb powiatu łowickiego – jeden z symboli powiatu łowickiego, autorstwa Michała Marciniaka-Kożuchowskiego, ustanowiony 9 października 2002.

## Wygląd i symbolika
Herb przedstawia na tarczy dzielonej w odwróconą literę „Y” dwa pola górne złote, przedzielone pasami: zielonym, srebrnym, czerwonym, czarnym, czerwonym, srebrnym i błękitnym, natomiast w polu czerwonym czerwonym polu orzeł biały o złotym dziobie, o złotych łapach ze złotymi pazurami oraz o złotym pierścieniu na ogonie.